# Anna Wojtacha
Anna Wojtacha (ur. 1980 w Koszalinie) – polska dziennikarka, reportażystka, korespondentka wojenna.

## Kariera
W wieku 22 lat rozpoczęła pracę w redakcji Teleexpressu w TVP1. Tam poznała Waldemara Milewicza i współpracowała z nim. W roku 2003, w wieku 23 lat, pojechała jako korespondentka wojenna do Afganistanu i do Iraku.
Pracowała również dla stacji telewizyjnych TVN24, Polsat News, TVP Info, dla których relacjonowała m.in. wojnę rosyjsko-gruzińską, konflikt czadyjsko-sudański, zamach stanu w Tajlandii.

## Życie prywatne
Była związana z Pawłem Rolakiem, operatorem dźwięku.

## Publikacje książkowe
- Ćpuny wojny. Tego nie zobaczysz w relacjach z frontu, Bellona, 2021, ISBN 978-83-11-15811-5
- Kruchy lód. Dziennikarze na wojnie, Carta Blanca, 2012, ISBN 978-83-7705-210-5
- Miami bez cenzury, Bellona, 2021, ISBN 978-83-11-15989-1
- Zabijemy albo pokochamy. Opowieści z Rosji, Znak Literanova, 2015, ISBN 978-83-240-2664-7